# Nadeshiko League Division 2 2018
Die Nadeshiko League Division 2 2018 ist die 4. Spielzeit der japanischen Fußballliga der Frauen seit der offiziellen Einführung im Jahr 2015. Die reguläre Saison begann im März und endete im Oktober 2018. Danach folgten noch die Auf- und Abstiegsspiele.

## Teilnehmer und ihre Spielorte
| Team                                 | Stadt     | Heimstadion                           |
| ------------------------------------ | --------- | ------------------------------------- |
| ORCA Kamogawa FC                     | Kamogawa  | Kamogawa Stadium                      |
| AS Elfen Saitama                     | Kounosu   | Kounosu Municipal Stadium             |
| Ehime FC                             | Matsuyama | Ningineer Stadium                     |
| Speranza FC Ōsaka Takatsuki          | Takatsuki | Sports Center Stadium Takatsuki       |
| AS Harima ALBION                     | Himeji    | Himeji City Stadium                   |
| Kibi International University Charme | Okayama   | Tsuyama Athletics Stadium             |
| Iga FC Kunoichi                      | Iga       | Sport Ueno-Park Stadium               |
| Okayama Yunogo Belle                 | Okayama   | City Light Stadium                    |
| Sfida Setagaya FC                    | Tokyo     | Ajinomoto Field Nishigaoka            |
| Yokohama FC Seagulls                 | Yokohama  | NHK Spring Mitsuzawa Football Stadium |

## Tabelle
| Pl.                 | Verein                                       | Sp. | S  | U | N  | Tore    | Diff. | Punkte |
| ------------------- | -------------------------------------------- | --- | -- | - | -- | ------- | ----- | ------ |
| 1.                  | Iga FC Kunoichi (A)                          | 18  | 14 | 2 | 2  | 029:600 | +23   | 44     |
| 2.                  | Yokohama FC Seagulls                         | 18  | 9  | 4 | 5  | 032:240 | +8    | 31     |
| 3.                  | AS Elfen Saitama (R↑)                        | 18  | 8  | 6 | 4  | 027:210 | +6    | 30     |
| 4.                  | ORCA Kamogawa FC                             | 18  | 8  | 4 | 6  | 026:240 | +2    | 28     |
| 5.                  | AS Harima ALBION                             | 18  | 7  | 4 | 7  | 020:190 | +1    | 25     |
| 6.                  | Ehime FC                                     | 18  | 5  | 8 | 5  | 021:210 | ±0    | 23     |
| 7.                  | Shizuoka Sangyo Universität Iwata Bonita (N) | 18  | 4  | 9 | 5  | 020:230 | −3    | 21     |
| 8.                  | Sfida Setagaya FC                            | 18  | 5  | 3 | 10 | 020:280 | −8    | 18     |
| 9.                  | Bunnys Kyoto SC (R↓)                         | 18  | 3  | 5 | 10 | 011:270 | −16   | 14     |
| 10.                 | Okayama Yunogo Belle (A)                     | 18  | 2  | 5 | 11 | 016:290 | −13   | 11     |
| Stand: Oktober 2018 |                                              |     |    |   |    |         |       |        |

| Zum 18. Spieltag: |                                                                 |
| Aufstieg in die Nadeshiko League Div. 1 2017 Teilnahme an den Relegationsspielen zur Nadeshiko League Div. 1 2017 Teilnahme an den Relegationsspielen zur Challenge League 2017 Abstieg in die Challenge League |                                                                 |
| |                                                                 |
| Zum Saisonende 2017: |                                                                 |
| (A) | Absteiger aus der Nadeshiko League Div. 1 2017:                 |
| (R↑) | Verlierer der Relegationsspiele zur Nadeshiko League Division 1 |
| (R↓) | Gewinner der Relegationsspiele zur Nadeshiko League Division 2  |
| (N) | Neuaufsteiger aus der Challenge League 2017                     |
| |                                                                 |

## Relegation zur Nadeshiko League Division 1
Der Vorletzte der Nadeshiko League Division 1 2018 tritt gegen den 2. Platzierten der Nadeshiko League Division 2 2018 um die Relegation an. Der Sieger wird sich für die Nadeshiko League Division 1 2019 qualifizieren.
|                  | Gesamt |                 | Hinspiel | Rückspiel |
| ---------------- | ------ | --------------- | -------- | --------- |
| 11. Platz Div. 1 | -:-    | 2. Platz Div. 2 | -:-      | -:-       |

### Relegation zur Nadeshiko League Division 2
Der Vorletzte der Nadeshiko League Division 2 2018 tritt gegen den 2. Platzierten der Challenge League 2018 um die Relegation an. Der Sieger wird sich für die Nadeshiko League Division 2 2019 qualifizieren.
|                  | Gesamt |                   | Hinspiel | Rückspiel |
| ---------------- | ------ | ----------------- | -------- | --------- |
| 11. Platz Div. 2 | -:-    | FC Jumonji Ventus | -:-      | -:-       |

## Statistik

### Torschützenliste
Bei gleicher Anzahl von Treffern sind die Spieler alphabetisch geordnet.
| 01                   | Miyuki Takahashi | Yokohama FC Seagulls | 2 |
| 0                    | Kanako Takeshima | Iga FC Kunoichi      | 2 |
| 0 3                  | Eriko Arakawa    | AS Elfen Saitama     | 1 |
| 0                    | Maki Muraoka     | ORCA Kamogawa FC     | 1 |
| 0                    | Mami Nishio      | ORCA Kamogawa FC     | 1 |
| Stand: 25. März 2018 |                  |                      |   |

### Zuschauertabelle
| Platz                     | Mannschaft           | Heimspiele | Zuschauer | pro Spiel |
| ------------------------- | -------------------- | ---------- | --------- | --------- |
| 01.                       | Sfida Setagaya FC    | 6          | 4.302     | 717       |
| 02.                       | AS Harima ALBION     | 6          | 4.271     | 712       |
| 03.                       | Yokohama FC Seagulls | 6          | 3.581     | 597       |
| 04.                       | ORCA Kamogawa FC     | 7          | 4.086     | 584       |
| 05.                       | Iga FC Kunoichi      | 6          | 3.219     | 537       |
| 06.                       | SSU Iwata Bonita     | 5          | 2.376     | 475       |
| 07.                       | Okayama Yunogo Belle | 6          | 2.688     | 448       |
| 08.                       | AS Elfen Saitama     | 6          | 2.339     | 390       |
| 09.                       | Bunnys Kyoto SC      | 5          | 1.686     | 337       |
| 10.                       | Ehime FC             | 7          | 2.200     | 314       |
| Gesamt                    | Gesamt               | 60         | 30.748    | 512       |
| Stand: 17. September 2018 |                      |            |           |           |